# Костиха (приток Большой Кумёны)
Костиха — река в России, протекает в Кумёнском районе Кировской области. Устье реки находится в 15 км по левому берегу реки Большая Кумёна. Длина реки составляет 12 км.
Исток реки находится у села Быково (Кумёнское сельское поселение) в 13 км к западу от посёлка Кумёны. Река течёт на северо-восток по лесной местности, сразу после истока протекает село Быково, а за километр до устья — деревню Зуево.

## Данные водного реестра
По данным государственного водного реестра России относится к Камскому бассейновому округу, водохозяйственный участок реки — Вятка от города Киров до города Котельнич, речной подбассейн реки — Вятка. Речной бассейн реки — Кама.
Код объекта в государственном водном реестре — 10010300312111100034624.